# Храм в честь Благовещения Пресвятой Богородицы (Смоленск)
Храм Благовещения Пресвятой Богородицы (Благовещенская церковь, Богородицкая церковь) — приходской православный храм в городе Смоленске. Относится к Смоленскому благочинию Смоленской епархии. Расположена в центральной части города, на Соборной горе, к северо-западу от Успенского собора.
Относится к объектам культурного наследия федерального значения.
В настоящее время основные реставрационные работы завершены, в храме регулярно совершаются богослужения.

## История
Каменный храм в стиле барокко в честь Благовещения Пресвятой Богородицы построен на северном склоне Соборной горы в 1779 году на средства купца Феодора Щедрина.
Объемно-пространственная композиция состояла из трёх частей. Это — четверик собственно церкви, колокольня и трапезная. Двухцветный четверик снабжён небольшой главкой на восьмигранном барабане. Фасады расчленены пилястрами, между которыми в два яруса помещены окна: небольшие прямоугольные вверху и арочные внизу. Типично для барокко оформлены и обрамления окон. Внутри перекрыта высоким сомкнутым сводом с ленточными гранями по углам. Церковь имела три престола: в главной холодной — во имя Благовещения Пресвятой Богородицы, придельные теплые: в честь архистратига Михаила и святой великомученицы Варвары.
В 1812 году в храме хранилась икона Смоленской Божией Матери Одигитрии, дар Бориса Годунова Одигитриевской церкви в крепостной стене. Икону перенесли в Благовещенский храм временно, до окончания ремонта в её «родной» церкви. Отсюда после вторжения Наполеона икону взяли с собой, она была на Бородинском поле во время битвы.
Сейчас икона находится в Свято-Успенском кафедральном соборе.
Храм сильно пострадал во время сражения за освобождение города в 1943 году. Полуразрушенные колокольня, трапезная, алтарная апсида разобраны в 1950-е годы. Во время работ, проведенных в 1980-е годы Смоленским специальным научно-реставрационным производственным управлением (ССНРПУ) Ассоциации «Росреставрация», восстановлены фасады и апсида.
В Благовещенском храме с 31 августа 1992 года по благословению митрополита Смоленского и Калининградского Кирилла размещалась Смоленская Православная гимназия № 1, учрежденная указом по епархии. Первыми учениками гимназии стали воспитанники воскресной школы созданной в 1989 году при Успенском соборе.
В 2011 году началась реставрация храма. 7 апреля 2019 года, в праздник Благовещения Пресвятой Богородицы, митрополит Смоленский и Дорогобужский Исидор совершил в этом храме Божественную литургию — первое богослужение, совершенное в стенах древнего храма за многие десятилетия забвения.
В июле 2023 года настоятелем храма назначен иерей Максим Мищенко.

## Архитектура
Основной объём храма — двухсветный четверик с пятигранной апсидой, увенчанный нешироким восьмигранным барабаном с двухъярусной шеей главы. Трапезная и колокольная утрачены.
Четверик перекрыт лотковым сводом, трапезная — коробковым, трапезная и придел составляют общее пространство.
Из декоративных элементов следует отметить пилястры: гладкие, фланкирующие углы четверика и апсйды, членящие северный и южный фасады на три части, сложные барочные наличники оконных и дверных проемов церкви, многорядный карниз с неглубокими раскреповками, завершающий фасады здания, профилированную тягу, проходящую под карнизом, высокие полуциркульные окна нижнего яруса четверика и небольшие, почти квадратные окна верхнего яруса.